# Росо (Павија)
Росо је насеље у Италији у округу Павија, региону Ломбардија.
Према процени из 2011. у насељу је живело 26 становника. Насеље се налази на надморској висини од 190 м.